# Lozanski sporazum
Lozanski sporazum je bil mirovni sporazum, podpisan 24. julija 1923 v švicarskem mestu Lozana, ki je urejal razpad Osmanskega cesarstva na območju Anatolije in vzhodne Trakije. Turško nacionalno gibanje pod vodstvom Mustafe Kemala Atatürka je po turški osamosvojitveni vojni od sil antante izsililo razveljavitev sevreške mirovne pogodbe (1920), ki jo je podpisala osmanska vlada in po kateri je bilo ozemlje poraženega Osmanskega cesarstva razdeljeno med zmagovalce. Lozanski sporazum je bil rezultat osemmesečnih pogajanj v okviru lozanske konference v letih 1922 in 1923.
S pogodbo je bila Turčija priznana kot naslednik Osmanskega cesarstva. Določena je bila meja med Grčijo, Bolgarijo in Turčijo v Vzhodni Trakiji, Turčija pa se je v zameno za ohranitev matičnega ozemlja odpovedala ozemeljskim zahtevam - Dodekaneza, Cipra, Egipta, Sudana, Iraka in Sirije. Mejo med Turčijo in Sirijo je določil ankarski sporazum. Lozanski sporazum je opredeljeval tudi vzajemno zaščito narodnih manjšin v Grčiji in Turčiji, vendar je bila večina muslimanov iz Grčije in pravoslavcev iz Turčije že prej sporazumno preseljena v matični državi.
Strateško pomemben je bil člen sporazuma, ki je silam antante omogočal prost prehod tako trgovskih kot bojnih ladij skozi Bospor in Dardanele.